# Samtgemeinde Land Hadeln
La comunità amministrativa di Land Hadeln (Samtgemeinde Land Hadeln) si trova nel circondario di Cuxhaven nella Bassa Sassonia, in Germania. È stata costituita il 1º gennaio 2011 dall'unione delle precedenti Samtgemeinde Hadeln e Samtgemeinde Sietland.

## Suddivisione
Comprende 8 comuni:
1. Neuenkirchen
2. Nordleda
3. Ihlienworth
4. Odisheim
5. Osterbruch
6. Otterndorf (città)
7. Steinau
8. Wanna

Il capoluogo è Otterndorf.